# Движение за организацию страны
Движение за организацию страны (фр. Mouvement pour l’Organisation du Pays) — левая партия в Республике Гаити, основанная в 1946 году Даниэлем Финьоле как Рабоче-крестьянское движение (фр. Mouvement Ouvriers et Paysans). Являлась самой массовой организацией страны, но в значительной мере её влияние ограничивалось городами. На первых в истории Гаити всеобщих президентских выборах 1950 года поддержала выступавшего в качестве независимого кандидата члена военной хунты дивизионного генерала Поля Маглуара. Современное название получила в 1956 году, сохранив аббревиатуру MOP. С 25 мая по 14 июня 1957 года Д. Финьоле являлся президентом страны с временным мандатом (до проведения выборов), был свергнут назначенным им начальником генерального штаба Антонио Кебро.
После прихода в 1957 году к власти Франсуа Дювалье лидеры партии эмигрировали. Возобновила деятельность после падения диктатуры в 1986 году, на президентских выборах 1988 года её кандидат Жерар-Филипп Огюст стал третьим, набрав 14,2 % голосов.